# かるが浜駅
かるが浜駅（かるがはまえき）は、広島県呉市狩留賀町にある、西日本旅客鉄道（JR西日本）呉線の駅である。駅番号はJR-Y11。

## 歴史
- 1921年（大正10年）3月15日：野間八郎、夏季狩留賀海水浴場開場の期間 汽車を臨時停車させる様に門司鉄道局局長（小平保蔵）宛に申請書を提出。
- 1927年（昭和2年）2月：「狩留賀仮/臨時停車場（旧・かるが浜駅）」新設の件を門司鉄道局に対して請願。同年4月12日でもって、請願は否認される。
- 1928年（昭和3年）
  - 7月6日：狩留賀町に狩留賀仮/臨時停車場新設許可が下りる。
  - 7月10日：野間八郎が呉商工会議所を通じて門司鉄道局に4,000円の設備費寄付を条件に申請していた狩留賀仮/臨時停車場が開業[注釈 1]。
  - 7月12日：停車場開設の祝賀会が同日午後2時から海水浴場内大広間において各界の名士を招いて行われる。
- 1952年（昭和27年）：接収解除に伴い、狩留賀仮/臨時停車場が再開される。
- 1955年（昭和30年）：狩留賀仮/臨時停車場（旧・かるが浜駅）から駅舎解体。
- 1967年（昭和42年）8月1日：狩留賀仮/臨時停車場廃止[3]。
- 1997年（平成9年）4月3日：呉市と駅新設工事協定を締結[4]。
- 1999年（平成11年）2月7日：現在のかるが浜駅が開設（復活）[2]。
- 2003年（平成15年）10月1日：ダイヤ改正に伴い、1本のみ存在した2番線で待避する上り列車廃止[注釈 2]。
- 2006年（平成18年）3月18日：ダイヤ改正に伴い、当駅で快速安芸路ライナー同士の交換を行うようになる[注釈 3]。
- 2007年（平成19年）
  - 3月：自動改札機導入に伴う自動券売機更新を実施、ホーム上から駅入口階段上に移転。
  - 7月3日：ICOCA対応簡易型自動改札機を設置。
  - 7月4日：ICOCA対応簡易型自動改札機使用開始。
  - 9月1日：ICカード「ICOCA」が利用可能となる。
- 2018年（平成30年）
  - 7月6日：平成30年7月豪雨に伴い、営業休止。
  - 9月9日：広駅 - 坂駅間運行再開[注釈 4][6]。

## 駅構造

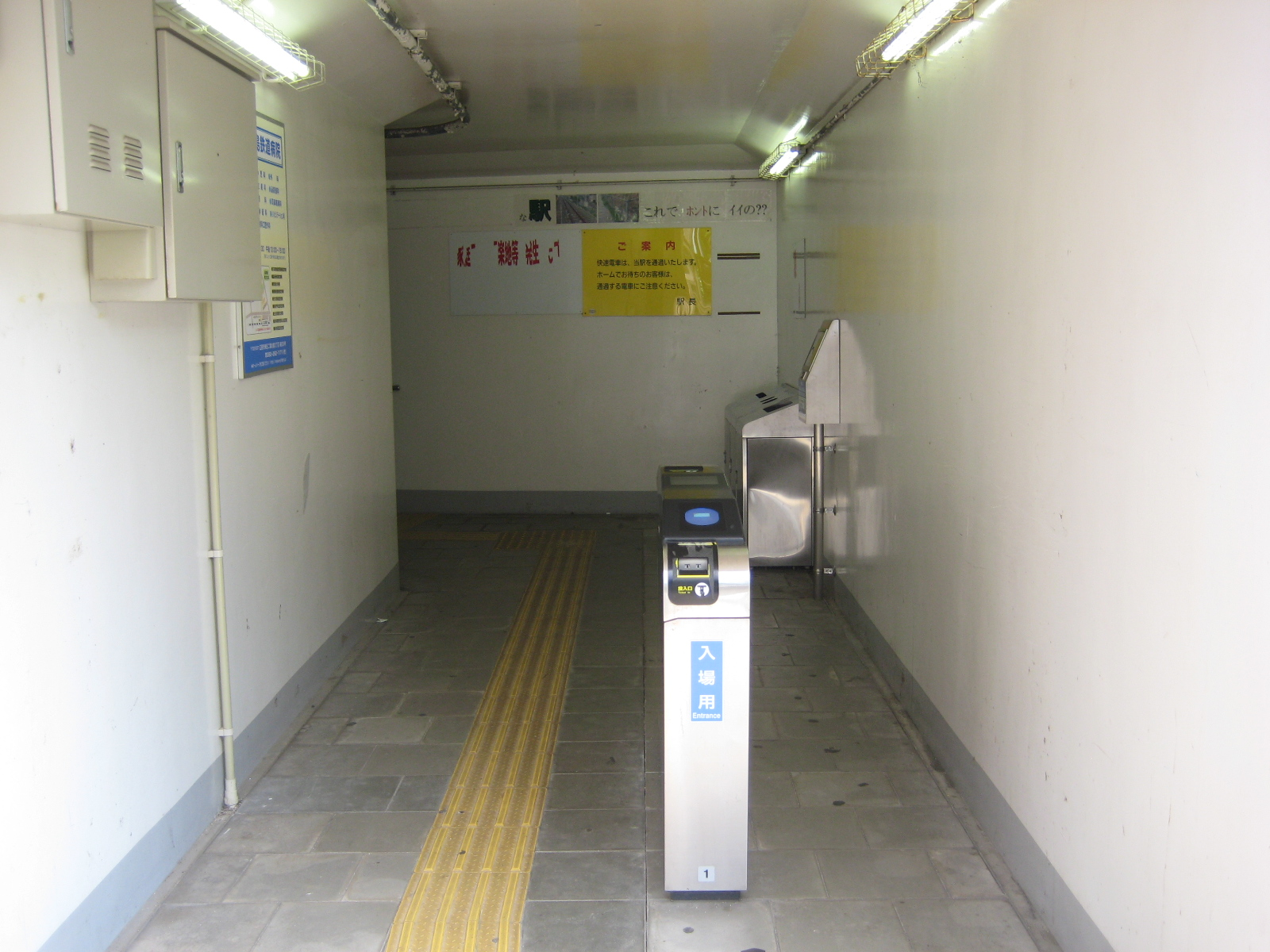
2番線線路下に位置する改札口
（2009年8月）

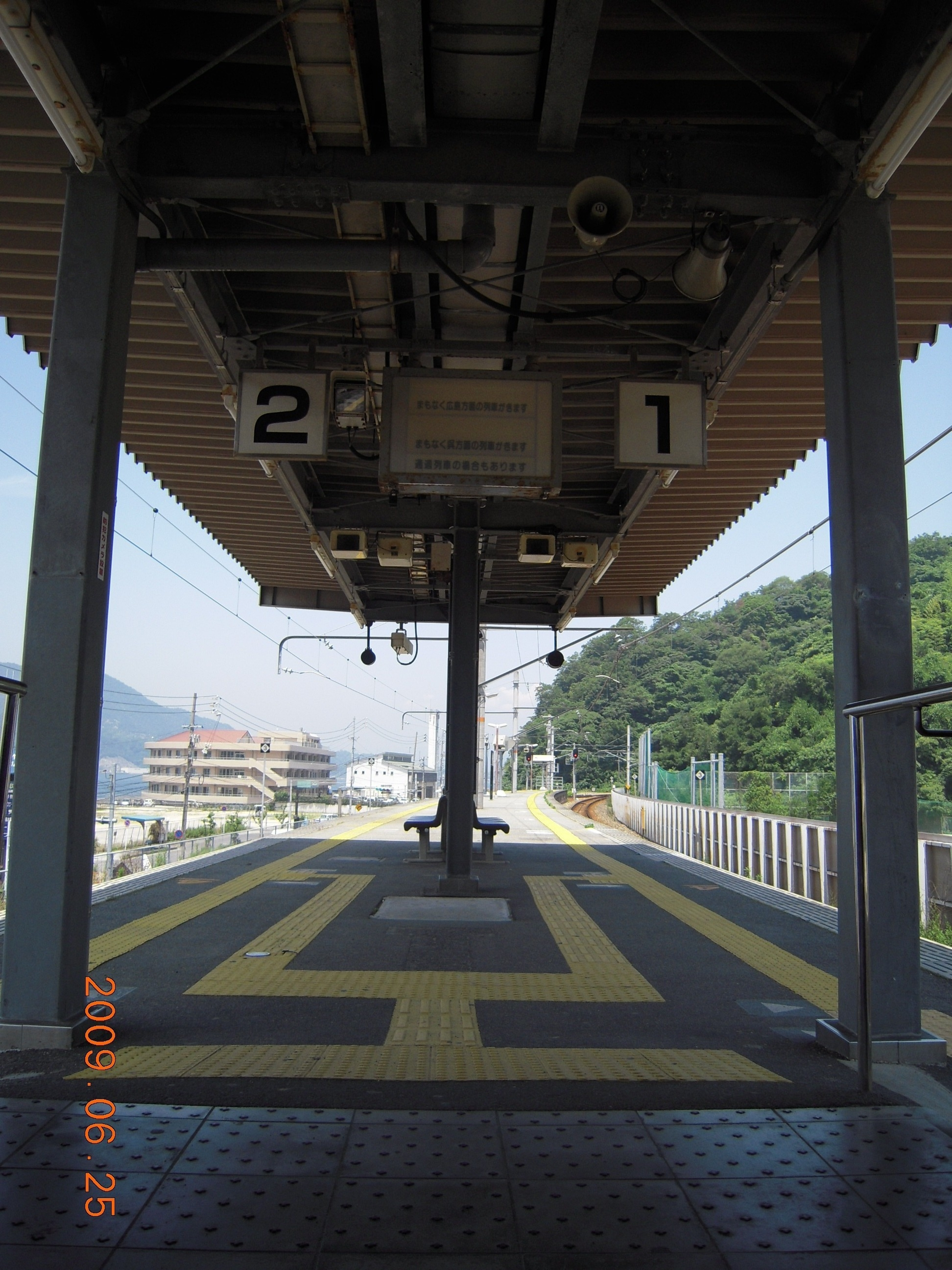
広島方面を望むホーム（2009年6月）

盛土上に島式ホーム1面2線を有する高架駅。呉線内唯一の1線スルー配線の駅で、1番線が上下本線、2番線が上下副本線である。安全側線は1番線呉側、2番線広島側にある。
呉駅管理の無人駅。入口に自動券売機とバー開閉式で無い簡易式自動改札機がある。ホームへはそこから階段を登ると辿り着ける。
改札外に男女共用水洗トイレが設置されている。

### のりば
| のりば | 路線 | 方向 | 行先             | 備考                      |
| ------ | ---- | ---- | ---------------- | ------------------------- |
| 1・2   | 呉線 | 上り | 呉・竹原方面     | 2番のりばは待避時のみ     |
| 1・2   | 呉線 | 下り | 海田市・広島方面 | 2番のりばは列車交換時のみ |

付記事項
- 1番線が直線になっており、海側に2番線がある。右上の写真では手前側が2番線、奥側が1番線である。
- 原則、列車は呉方面・広島方面共に1番線を使用するが、行違いをする場合は、呉方面列車は1番線、広島方面列車は2番線を使用する[注釈 2]。
- 通過列車は呉方面・広島方面共に1番線を通過。その際、対向列車がある場合は2番線で待避する[注釈 3]。

## 利用状況
「呉市統計書」によると、1日平均乗車人員の推移は以下の通り。
| 年度                | 1日平均 乗車人員 |
| ------------------- | ---------------- |
| 1998年（平成10年）  | 78               |
| 1999年（平成11年）  | 164              |
| 2000年（平成12年）  | 179              |
| 2001年（平成13年）  | 180              |
| 2002年（平成14年）  | 211              |
| 2003年（平成15年）  | 209              |
| 2004年（平成16年）  | 236              |
| 2005年（平成17年）  | 258              |
| 2006年（平成18年）  | 278              |
| 2007年（平成19年）  | 290              |
| 2008年（平成20年）  | 272              |
| 2009年（平成21年）  | 278              |
| 2010年（平成22年）  | 284              |
| 2011年（平成23年）  | 299              |
| 2012年（平成24年）  | 294              |
| 2013年（平成25年）  | 299              |
| 2014年（平成26年）  | 267              |
| 2015年（平成27年）  | 258              |
| 2016年（平成28年）  | 274              |
| 2017年（平成29年）  | 256              |
| 2018年（平成30年）  | 208              |
| 2019年（令和 元年） | 207              |
| 2020年（令和02年）  | 198              |
| 2021年（令和03年）  | 199              |
| 2022年（令和04年）  | 207              |
| 2023年（令和05年）  | 215              |

## 駅周辺
- 狩留賀海水浴場
- 呉市立吉浦中学校
- 国道31号
- 広電バス「狩留賀」停留所

## 隣の駅
西日本旅客鉄道（JR西日本）
 呉線
■快速「通勤ライナー」・■快速「安芸路ライナー」
通過
■普通
吉浦駅 (JR-Y12) - かるが浜駅 (JR-Y11) - 天応駅 (JR-Y10)